# Jo-Wilfried Tsonga
Jo-Wilfried Tsonga (n. 17 aprilie 1985, Le Mans, Franța) este un jucător profesionist de tenis din Franța, care a câștigat Cupa Davis cu Franța (în 2017) și un total de 18 titluri ATP la simplu. Cea mai bună clasare a carierei a fost locul 5 mondial în 2012. Este finalist la Australian Open în 2008, dar și la Turneul Campionilor de la Londra din 2011. De asemenea, Tsonga alături de compatriotul Michaël Llodra a câștigat medalia de argint în proba de dublu la Jocurile Olimpice de vară din 2012.

## Finale de Grand Slam

### Simplu: 1 (0–1)
| Rezultat | An   | Turneu          | Suprafață | Adversar       | Scor                    |
| -------- | ---- | --------------- | --------- | -------------- | ----------------------- |
| Loss     | 2008 | Australian Open | Ciment    | Novak Djokovic | 6–4, 4–6, 3–6, 6–7(2–7) |

## Viața personală
Tatăl său este imigrant din Republica Congo și fost handbalist. Surorile lui Jo-Wilfried Tsonga sunt sportive. El s-a căsătorit în 2018 cu elvețianca Noura El Shwekh.

## Legături externe
- en Jo-Wilfried Tsonga la Association of Tennis Professionals